# Arbres dans la mythologie

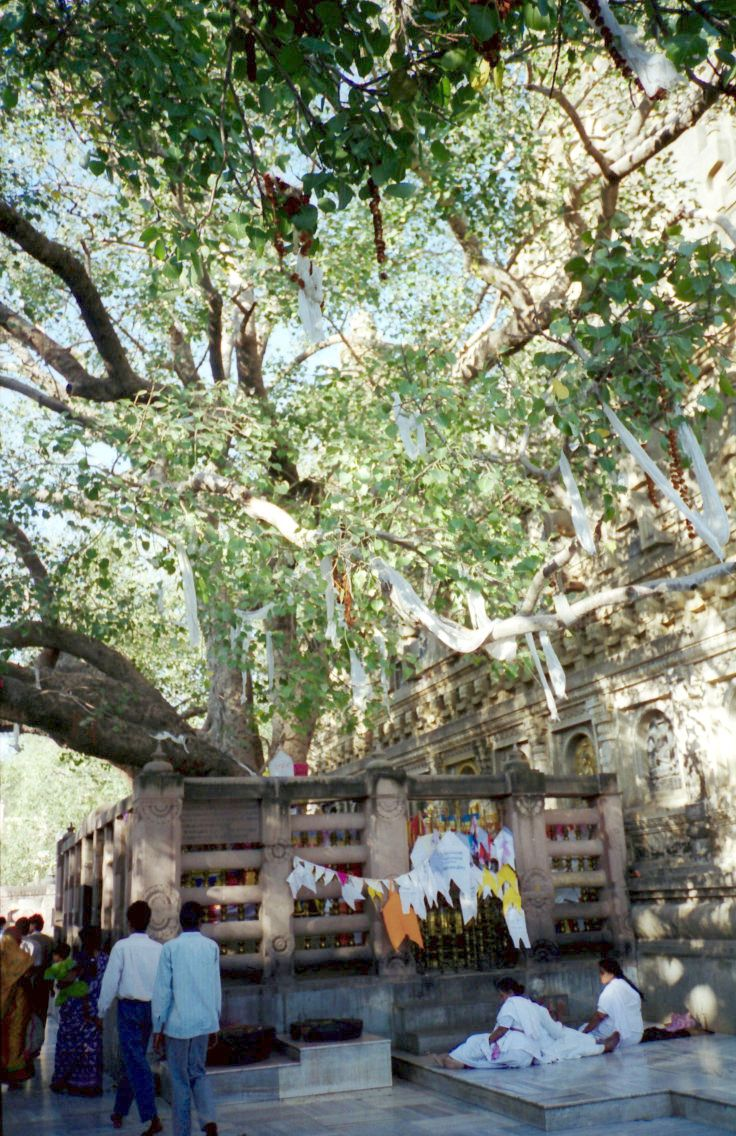
L'arbre de la Bodhi de Bodhgaya est censé être le Ficus religiosa sous lequel Gautama Bouddha a atteint l'illumination. Il est vénéré par les bouddhistes. La figue sacrée est également vénérée dans l'hindouisme et le jaïnisme.

Les arbres sont significatifs dans de nombreuses mythologies et religions du monde et ont reçu des significations profondes et sacrées à travers les âges. Les êtres humains, observant la croissance et la mort des arbres, et la mort annuelle et la renaissance de leur feuillage, les ont souvent vus comme de puissants symboles de croissance, de mort et de renaissance. Les arbres à feuillage persistant, qui restent largement verts tout au long de ces cycles, sont parfois considérés comme des symboles de l'éternité, de l'immortalité ou de la fertilité. L'image de l'arbre de vie ou arbre du monde se produit dans de nombreuses mythologies.
Les arbres sacrés ou symboliques incluent le banian et la figue sacrée (Ficus religiosa) dans l'hindouisme, le bouddhisme et le jaïnisme, l'arbre de la connaissance du bien et du mal du judaïsme et du christianisme. Dans la religion populaire et le folklore, les arbres sont souvent considérés comme les maisons des esprits sylvestres. La mythologie germanique et le polythéisme celtique semblent tous deux avoir impliqué la pratique cultuelle dans les bosquets sacrés, en particulier les bosquets de chêne. Le terme druide lui-même dérive peut-être du mot celtique pour chêne. Le livre des morts égyptien mentionne les sycomores dans le cadre du décor où l'âme du défunt trouve un repos bienheureux.
Les arbres sont un attribut archétypique du locus amoenus.
Leur culte est appelé dendrolâtrie.

## Arbres à souhait
Dans de nombreuses parties du monde, les voyageurs ont observé la coutume d'accrocher des objets sur des arbres afin d'établir une sorte de relation entre eux et l'arbre. Dans toute l'Europe, les arbres sont connus comme des lieux de pèlerinage, de déambulation rituelle et de récitation de prières (chrétiennes). Les couronnes, les rubans ou les chiffons sont suspendus pour gagner la faveur des humains ou du bétail malades, ou simplement pour avoir de la chance. La croyance populaire associe les sites à la guérison, à l'envoûtement ou à la simple volonté.
En Amérique du Sud, Darwin a enregistré un arbre honoré par de nombreuses offrandes (chiffons, viande, cigares, etc.); des libations y ont été faites, et des chevaux y ont été sacrifiés.

## Arbre monde

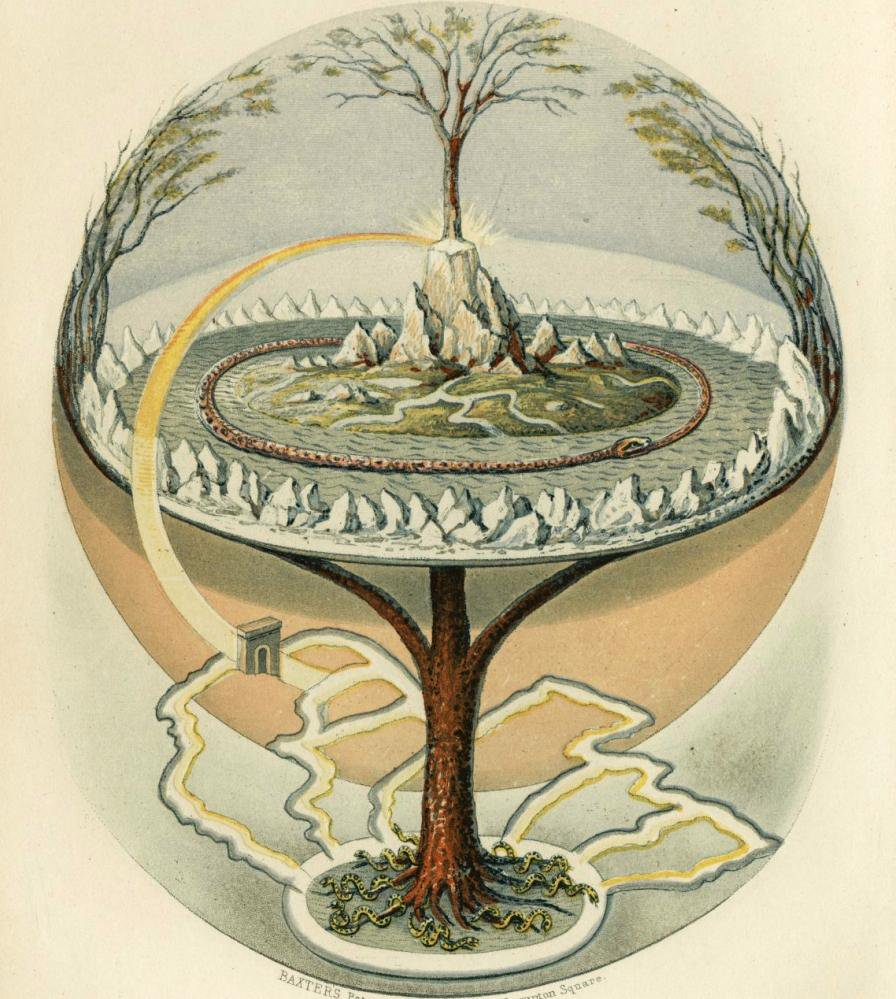
Yggdrasil, l'Arbre du Monde de la mythologie nordique.

L'arbre du monde, avec ses branches atteignant le ciel et ses racines profondément dans la terre, peut être vu pour habiter dans trois mondes - un lien entre le ciel, la terre, et le monde souterrain, s'unissant au-dessus et au-dessous. Ce grand arbre agit comme un Axis mundi, soutenant ou retenant le cosmos, et faisant le lien entre les cieux, la terre et le monde souterrain. Dans la mythologie européenne, l'exemple le plus connu est l'arbre Yggdrasil de la mythologie nordique.

## Religion et folklore
De nombreuses histoires populaires à travers le monde reflètent une croyance fermement enracinée dans un lien intime entre un être humain et un arbre, une plante ou une fleur. Parfois, la vie d'un homme dépend de l'arbre et souffre quand il se détériore ou se blesse, et nous rencontrons l'idée de l'âme extérieure, déjà trouvée dans le conte égyptien antique des deux frères, vieux d'au moins 3000 ans. Ici, un des frères laisse son cœur sur le sommet de la fleur de l'acacia et tombe mort quand il est coupé. Parfois, cependant, l'arbre est un signe mystérieux qui montre sa sympathie pour un héros absent en s'affaiblissant ou en mourant, à mesure que l'homme tombe malade ou perd la vie. Ces deux traits se combinent très facilement, et ils s'accordent à nous représenter une sympathie mystérieuse entre l'arbre et la vie humaine.
Parfois, le nouveau-né est associé à un arbre nouvellement planté avec lequel sa vie est censée être liée; ou, lors d'occasions cérémonielles (fiançailles, mariage, ascension au trône), une relation personnelle de ce genre est instituée en plantant des arbres, de la fortune desquels dépend la carrière de l'individu. Parfois, des branches ou des plantes sont sélectionnées et l'individu tire des présages de vie et de mort. Encore une fois, une personne se met en relation avec un arbre en y déposant quelque chose qui a été en contact étroit avec elle, comme des cheveux ou des vêtements.
Souvent, un arbre sera associé à des Oracles. Le chêne de Dodone était entretenu par des prêtres qui dormaient par terre. La forme des grands chênes des vieux Prussiens étaient habitées par des dieux qui donnaient des réponses, et les exemples sont si nombreux que le vieux térébinthe hébraïque du maître et le térébinthe des devins peuvent raisonnablement être placés dans cette catégorie. Les arbres sacrés importants sont aussi l'objet de pèlerinage, l'un des plus remarquables étant la branche de l'arbre Bo au Sri Lanka amenée là avant l'ère chrétienne. Les esprits des arbres vont se balancer au-dessus de la forêt ou du quartier environnant, et les animaux de la localité sont souvent sacrés et ne doivent pas être blessés.
La coutume de transférer le mal ou la maladie des hommes aux arbres est bien connue. Parfois, les cheveux, les ongles, les vêtements, etc. d'une personne malade sont fixés à un arbre, ou sont insérés de force dans un trou dans le tronc, ou l'arbre est fendu et le patient passe à travers l'ouverture. Lorsque l'arbre a été ainsi blessé, son rétablissement et celui du patient sont souvent associés. Différentes explications peuvent être trouvées à de telles coutumes qui prennent naturellement des formes assez différentes parmi les peuples à différents niveaux. En France, par exemple, on vouait jadis au moins jusque dans les années 1930-1940 dans le Périgord des cultes à des arbres où l'on transférait la maladie comme le relate par exemple Claude Seignolle dans sa nouvelle "Le venin de l'arbre" écrite en 1969.
Dans le folklore arabe, les arbres sacrés sont hantés par les djinns; des sacrifices sont faits, et les malades qui dorment sous eux reçoivent des prescriptions dans leurs rêves. Ici, comme souvent ailleurs, il est dangereux d’arracher une branche. Cette crainte des arbres spéciaux nuisibles est familière: Caton a ordonné au bûcheron de sacrifier à la divinité masculine ou féminine avant d'éclaircir un bosquet, tandis que dans le poème homérique à Aphrodite, la nymphe des arbres est blessée quand l'arbre est blessé et meurt quand le tronc tombe.
Le bouddhisme primitif soutenait que les arbres n'avaient ni esprit ni sentiment et pouvaient légalement être coupés; mais il a reconnu que certains esprits pourraient résider en eux, comme Nang Ta-khian (en) en Thaïlande. La propitiation est faite avant que la hache soit posée aux arbres sacrés; la perte de la vie ou de la richesse et le manque de pluie sont redoutés s'ils sont coupés sans motif; il y a même des arbres qu'il est dangereux d'escalader. Le Talein de Birmanie prie sur l'arbre avant de le couper, et le bûcheron africain placera un brin frais sur l'arbre. Certaines divinités des arbres (en) de l'Inde ancienne, tels que Puliyidaivalaiyamman, la divinité tamoule du tamarinier, ou Kadambariyamman, associée à l'arbre cadamba (en) ont été vues comme des manifestations d'une déesse qui offre ses bénédictions en donnant des fruits en abondance.

## Arbres sacrés

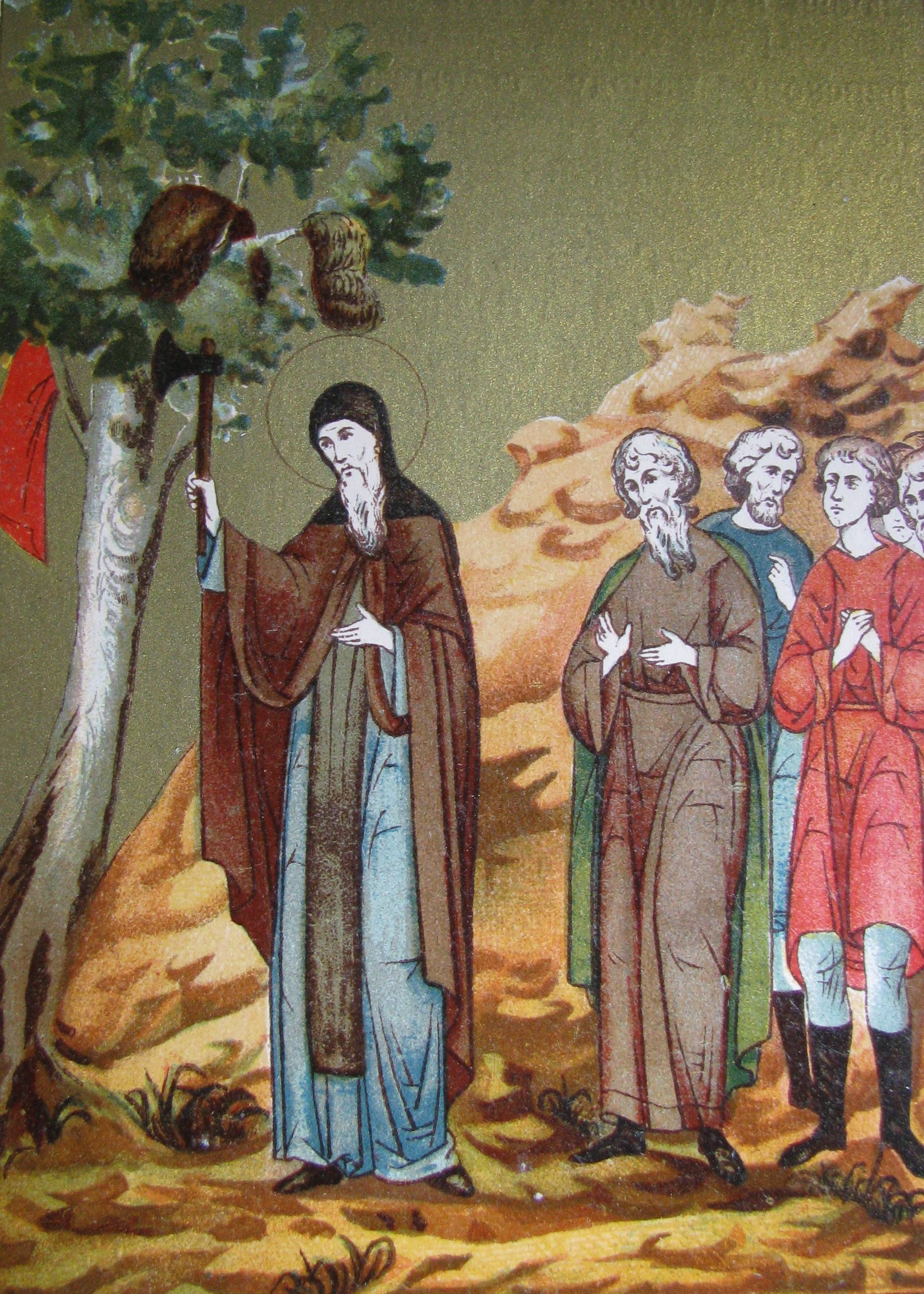
Saint Étienne de Perm prend une hache à un bouleau accroché avec des peaux et des vêtements qui est sacré pour les Komis de Grand Perm dans les années après 1383

Les arbres étaient souvent considérés comme sacrés dans le monde antique, à travers l'Europe et l'Asie.Le christianisme et l'islam ont traité le culte des arbres comme une idolâtrie, ce qui a conduit à leur destruction en Europe et dans la plus grande partie de l'Asie occidentale.

### Europe
Le Glastonbury Thorn (en), dans la ville de Glastonbury en Angleterre, est un petit Crataegus monogyna considéré comme sacré par de nombreux chrétiens. On dit qu'il a germé miraculeusement du bâton de la première figure chrétienne Joseph d'Arimathie. En plus d'une signification religieuse et même d'un intérêt scientifique, l'arbre présente un phénomène rare pour son espèce, en cela qu'il ne fleurit pas une fois mais deux fois par an. La deuxième floraison se produit autour de la fête de Noël.

### Asie du Sud

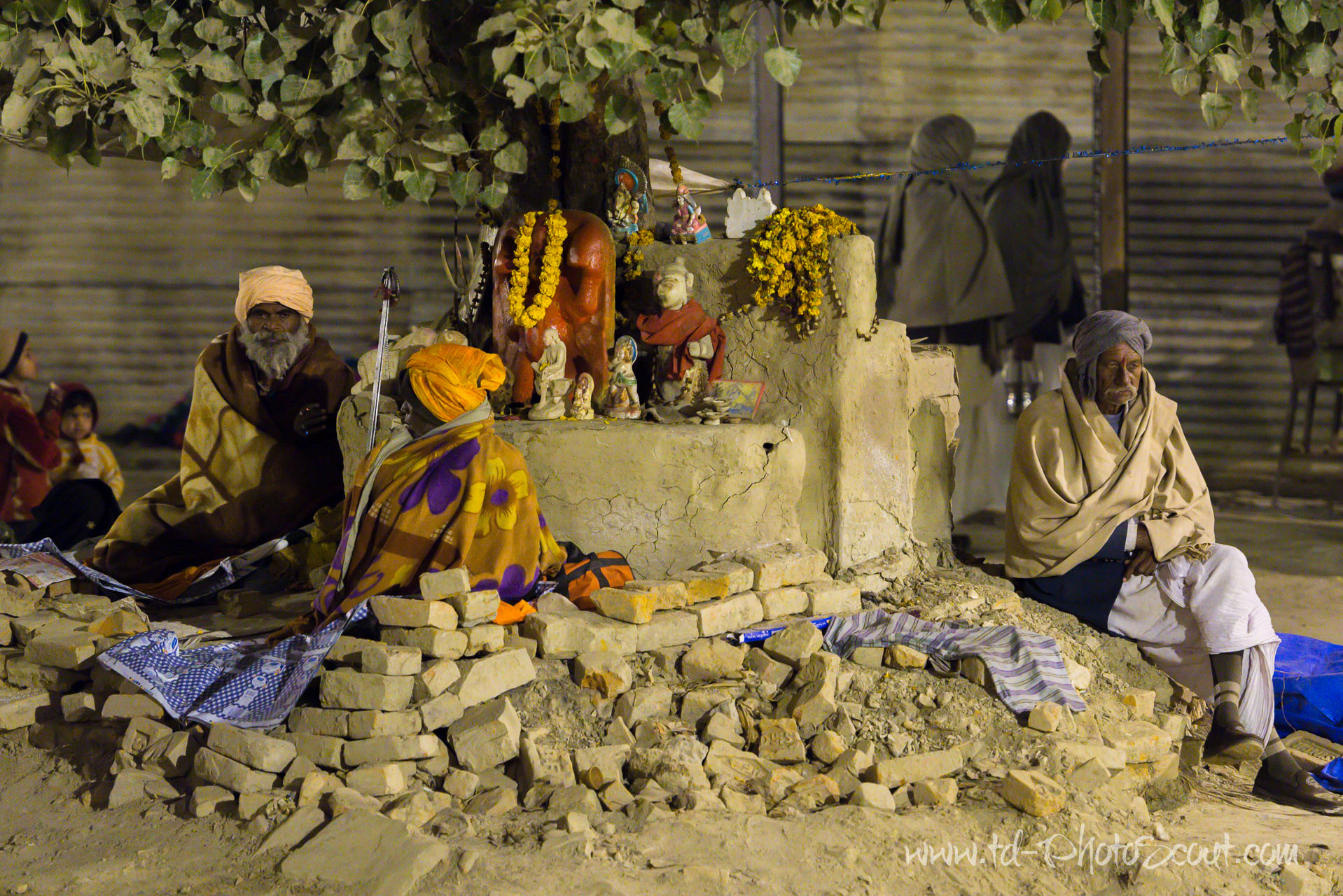
Hommage à un arbre sacré pendant Paush Purnima, Kumbh Mela, Allahabad (Inde).

Les arbres sacrés restent communs en Inde. On les trouve dans les villages, à la campagne et au cœur de certains temples (par exemple les temple jaïn (en)). Shripad Vaidya de Nagpur, Maharashtra a été surnommé « centre de culte écologique » (Nakshatravan). C'est le premier dans le monde et il est connu pour le culte de l'environnement à travers les plantes. Les shastra (en) et panchang indiens mentionnent plusieurs façons de le faire, l'une d'entre elles étant d'offrir des prières à divers arbres. Il y a même une croyance en yakshas ou yakshis, ou esprits de la nature, qui peuvent habiter dans les arbres ou d'autres endroits naturels. En adorant les arbres dans lesquels les yakshas peuvent habiter, les gens cherchent à apaiser les esprits et à apporter la santé et la prospérité dans leur vie. Cela se fait souvent en plaçant de l'encens et des bougies à la racine de l'arbre ou en exécutant "l'arbre puja". Parfois, les statues de divinités et de nāgas peuvent être nichées entre les racines, car l'arbre confère la protection et la protection murti de la divinité.
En Inde et au Sri Lanka, les bouddhistes vénèrent l'arbre de Bodhi de Bodhgaya. On dit qu'il a protégé Gautama Bouddha lorsqu'il méditait pour atteindre l'illumination. L'arbre de Bodhi symbolise l'illumination et la sagesse et les gens peuvent continuer à méditer sous lui pour obtenir le bouddha.

### Asie du Sud-Est
Outre les arbres Bodhi sacrés du bouddhisme, la vénération de certains esprits liés aux arbres, connue génériquement sous le nom de Nang Mai (นาง ไม้ / Dame de l'arbre) , est courante dans le folklore thaï (en). Le plus connu de ces esprits est Nang Ta-khian (นาง ตะเคียน / Dame Takian) qui, selon la tradition orale thaïlandaise, habite les arbres Hopea odorata et peut apparaître comme une belle femme portant des vêtements traditionnels thaïlandais. Les arbres, les bûches, les poutres ou les quilles de bateaux en bois où l'esprit est censé résider sont un objet de pèlerinage et ont des longueurs de soie colorée attachées comme une offrande. À l'heure actuelle, Nang Ta-Khian est généralement privilégié pour être chanceux à la loterie. Très connue aussi est Dame Tani ( นางตานี / Nang Tani) qui habite un bananier et qui punit les hommes infidèles (c'est pourquoi elle est crainte et que les thaïlandais refusent de planter des bananiers dans l’enceinte d’une maison).

## Bosquets sacrés

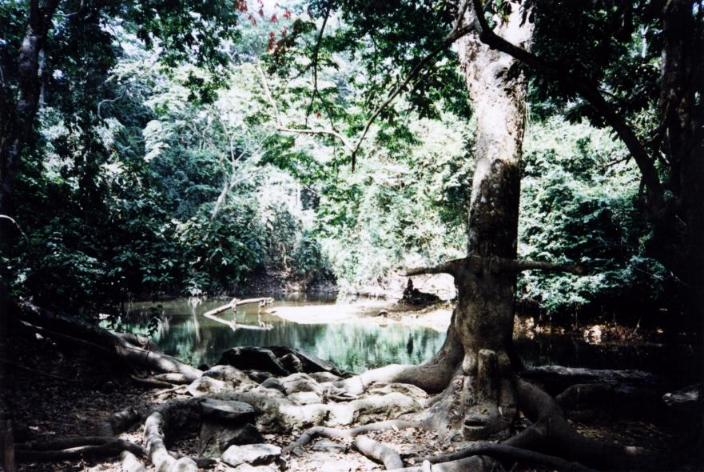
Bosquet sacré d'Osun-Osogbo, Nigéria.

Beaucoup des anciens systèmes de croyances du monde incluent aussi la croyance en des bosquets sacrés, où les arbres sont vénérés et respectés et où des prêtres et des prêtresses leur servent de gardiens, empêchant ceux qui veulent abattre les arbres au moyen de la magie ancienne et élaborant des rituels de protection.
Dans les mythologies scandinaves et celtes, la mythologie balte (en), la pensée cosmologique nigériane, indienne et mongole, s'étendant à l'Extrême-Orient dans l'ancienne foi shintoïste du Japon et les habitudes particulières des 19 tribus des peuples forestiers de Malaisie, les bosquets sacrés sont vus comme fournissant un soulagement et un abri contre les aspects banals de la vie et sont considérés comme des temples vivants. Lieu de rencontre où se pratiquent les rituels antiques, c'est aussi un lieu de refuge pour beaucoup en période de danger.

## En littérature

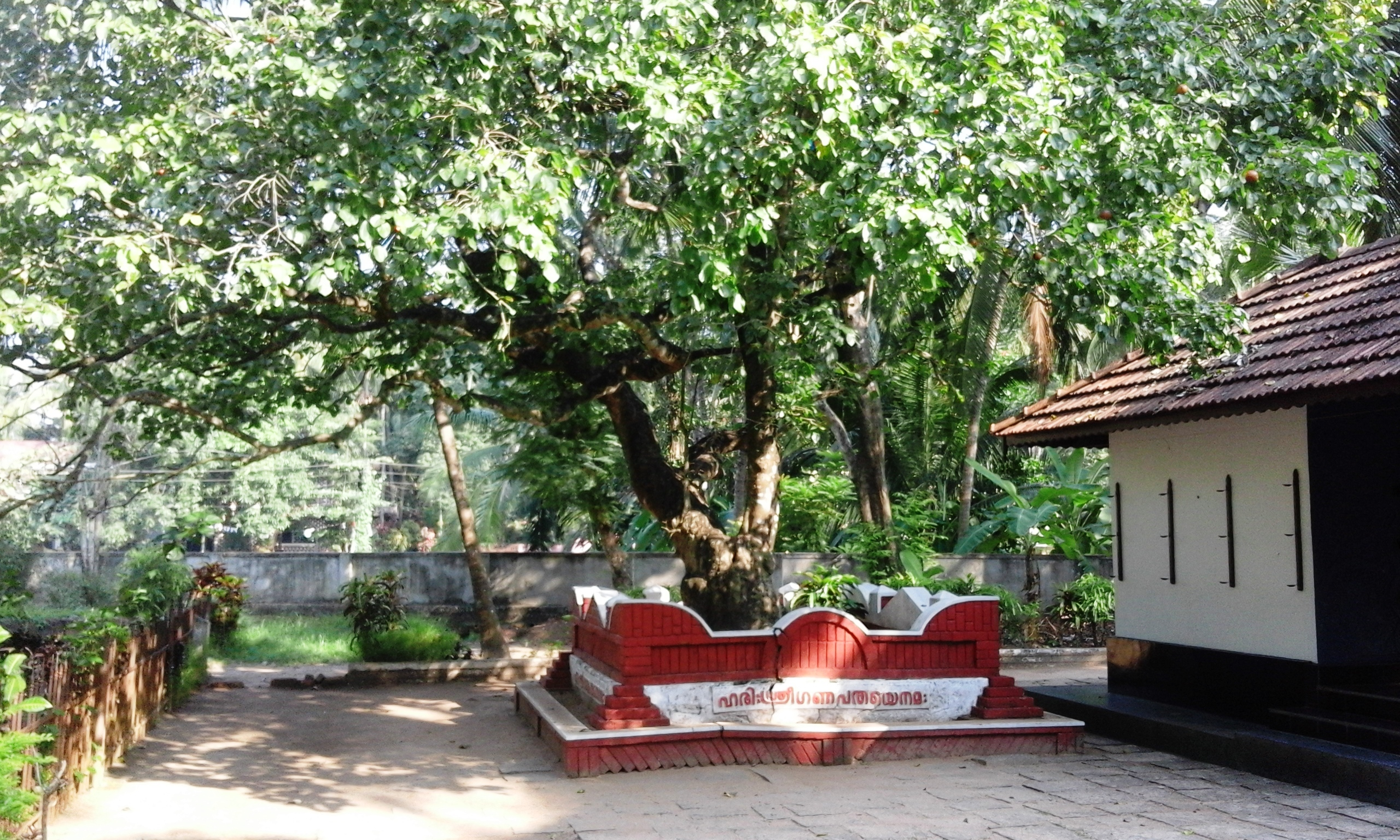
Un site du patrimoine en Kerala, Inde avec l'arbre sacré de strychnine.

- En littérature, une mythologie a été développée par J. R. R. Tolkien, ses deux Arbres du Valinor jouant un rôle central dans sa cosmogonie mythopéique. L'Arbre et la Feuille de 1964 de Tolkien combine le conte allégorique de Feuille de Niggle et son essai On Fairy-Stories. Dans Le Seigneur des anneaux, l'Arbre Blanc du Gondor se dresse comme un symbole de Gondor dans la Cour de la Fontaine à Minas Tirith.

- W. B. Yeats décrit un arbre sacré dans son poème Les Deux Arbres (1893).

- Dans la série Le Trône de fer de George R. R. Martin, l'une des principales religions, celle des « dieux anciens » ou « dieux du Nord », implique des bosquets sacrés (« godswoods ») avec un arbre blanc et des feuilles rouges au centre connu sous le nom "arbre de coeur".

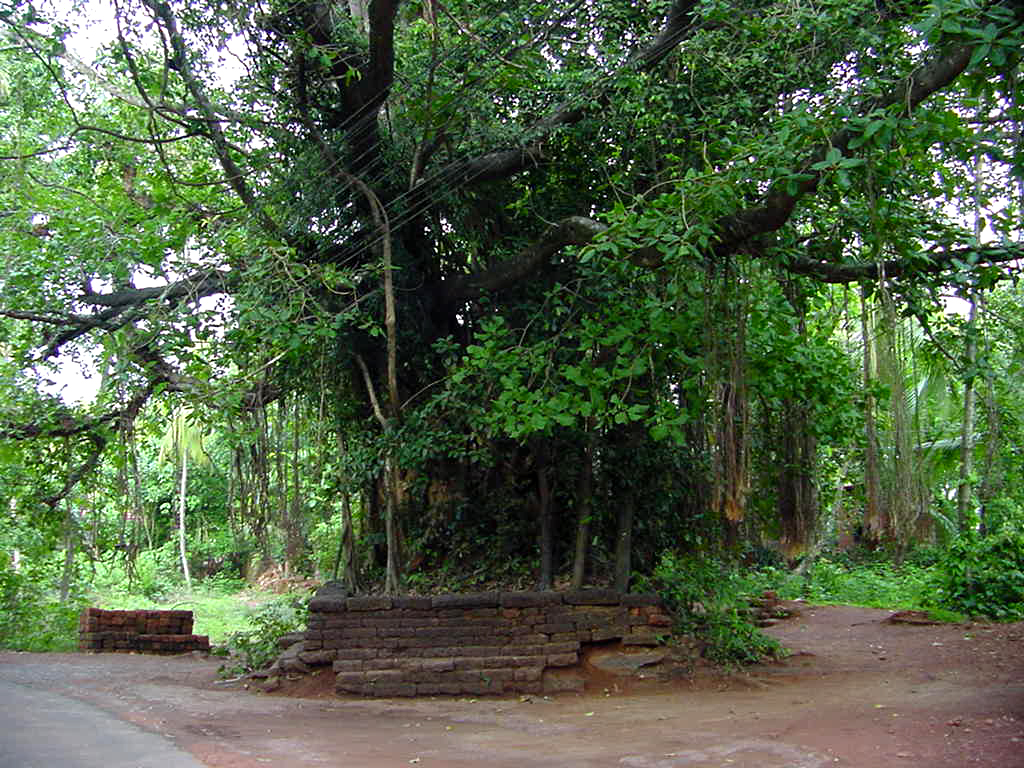
Le culte des arbres à Kannur en Inde.

## Film et TV
- Dans le sixième (troisième chronologiquement) film de Star Wars, Le Retour du Jedi, les ewoks adorent les arbres sur la forêt lune d'Endor[réf. nécessaire].

- Dans l'univers fictif du film Avatar, la biosphère de Pandora abrite des arbres, qui sont d'une importance fondamentale pour les Na'vi, comme les Hometrees, l'Arbre des âmes et l'Arbre des voix ainsi que les Woodsprites.

- Dans la série télévisée Teen Wolf, un élément de l'intrigue est le Nemeton, un arbre sacré dont les druides tirent le pouvoir par des sacrifices humains, et qui plus tard agit comme un phare, attirant des entités surnaturelles vers la ville voisine de Beacon Hills.